# 友情 〜心のブスにはならねぇ!〜
「友情 〜心のブスにはならねぇ!〜」（ゆうじょう こころのブスにはならねぇ）はモーニング娘。おとめ組の2枚目のシングル。2004年2月25日に発売。

## 内容
- 2003年9月に、モーニング娘。の15人のメンバーを「モーニング娘。さくら組」と「モーニング娘。おとめ組」の2つに分けて活動を開始した。
- メンバーは飯田圭織・石川梨華・辻希美・小川麻琴・藤本美貴・道重さゆみ・田中れいなの7名である。
- ステージ衣装は、パリのモード系でモノトーンを基調としていた。

## 収録曲
全作詞・作曲：つんく
1. 友情 〜心のブスにはならねぇ!〜
編曲：鈴木俊介
2. Say Yeah!-もっとミラクルナイト- (モーニング娘。おとめ組Version)
編曲：守尾崇
3. サマーナイトタウン (モーニング娘。おとめ組Version)
編曲：前嶋康明
4. 友情 〜心のブスにはならねぇ!〜(Instrumental)

## 参加ミュージシャン
- 鈴木俊介 - ギター&プログラミング(1)
- 川添智久 - ベース(1)
- 梶原徹也 - ドラムス&タンブリン(1)
- モーニング娘。おとめ組 - コーラス(1,2,3)
- つんく♂ - コーラス(1,2)
- 守尾崇 - 全楽器(2)
- 前嶋康明 - キーボード&プログラミング(3)
- 稲葉政裕 - E.ギター(3)
- 大儀見元 - パーカッション (3)